# Universitat de Banadir
La Universitat de Banadir (somali: Jaamacada Banaadir; anglès: 'Banadir University') és una universitat que es troba a Mogadiscio, la capital del país africà de Somàlia. La Universitat de Banadir va ser fundada el 2002 com una escola de medicina per ajudar a entrenar als metges somalis. En 2009 es va produir un atemptat amb bomba contra les seves instal·lacions.
Segons les dades de 2007, la universitat disposa de quatre facultats:
- Facultat de Medicina
- Facultat d'Educació
- Facultat d'Enginyeria i Tecnologia
- Facultat d'Informàtica i Tecnologia de la informació
- Facultat de Xaria i Dret